# Speculator (bier)
Speculator is een Nederlands bier van hoge gisting.
Het bier wordt gebrouwen in opdracht van de Stichting Noord-Hollandse Alternatieve Bierbrouwers (SNAB) te Purmerend in De Proefbrouwerij te Hijfte, België.
Het is een donker koperbruin bier met een alcoholpercentage van 8% (18° Plato).

## Prijzen
- Australian International Beer Awards 2009 – Brons in de categorie 17A Herb & Spice